# Jean Guenot
Pour les articles homonymes, voir Guenot.
Jean Guenot, né le 20 janvier 1928 à Paris, est un universitaire et écrivain français. Son œuvre policière est signée Albert Sigusse.

## Biographie
Agrégé d'anglais, il enseigne à Saint-Cloud, avant de devenir professeur de linguistique à la Sorbonne, puis de sciences de l'information et de la communication. De 1977 à 1991, il propose également des cours de création littéraire sur les ondes de Radio Sorbonne.
Universitaire reconnu, il publie dès 1958 des romans policiers sous la signature Albert Sigusse, car il « craint que cette activité ne nuise à sa réputation tant le discrédit qui accable le genre est tenace à cette époque ». Deuxième titre de la série policière ayant pour héros le commissaire Hérard, Les Dames blanches (1968) est salué à sa parution par Jean-Claude Zylberstein, « qui souligne alors la richesse psychologique des personnages et la qualité des dialogues ».
Au milieu des années 1970, il publie sous son patronyme, au sein d'une maison d'édition qui porte son nom, plusieurs romans, recueils de nouvelles et essais. En 1997, il revient au genre policier, mais dans une veine humoristique, pour une série consacrée aux exploits d'Albéric d'Aubrun, « un jeune commissaire obstiné issu d'une famille de la vieille noblesse ». 

## Œuvre

### Romans signés Jean Guenot
- Un piano à ruban, Guenot (Éditions) (1975)
- La Tour de papier, Guenot (Éditions) (1975)
- Jalmince, Guenot (Éditions) (1979)  (ISBN 2-85405-006-1)
- Le Chien bleu, Guenot (Éditions) (1980)  (ISBN 2-85405-007-X)
- La Main cousue, Guenot (Éditions) (1983)  (ISBN 2-85405-010-X)
- Androclès et la lionne, Guenot (Éditions) (1985)  (ISBN 2-85405-012-6)
- L'Étoffe des rêves, Guenot (Éditions) (1986)  (ISBN 2-85405-013-4)
- Chroniques de l'homme faible, Guenot (Éditions) (1986)  (ISBN 2-85405-015-0)
- Ugolin ou le Pélican, Guenot (Éditions) (1986)  (ISBN 2-85405-014-2)
- Un mort bien tendre, Guenot (Éditions) (1987)  (ISBN 2-85405-019-3)
- Adieu papa, Guenot (Éditions) (1989)  (ISBN 2-85405-017-7)

### Recueils de nouvelles
- Comestibles, Guenot (Éditions) (1977)
- Gens de rien, Guenot (Éditions) (1987)  (ISBN 2-85405-016-9)

### Essai
- Céline, écrivain arrivé, Guenot (Éditions) (1993)  (ISBN 2-85405-045-2)
- Louis-Ferdinand Céline damné par l'écriture, Guenot (Éditions) (1973)  (ISBN 2-85405-000-2)

### Romans signés Albert Sigusse

#### SérieCommissaire Hérard
- La Noyée de l'île, Ditis, coll. « La Chouette » no 94 (1958)
- Les Dames blanches, Presses de la Cité, coll. « Un mystère » 2e série no 68 (1968)

#### SérieAlbéric d'Aubrun
- Poussin, Guenot (Éditions) (1997)  (ISBN 2-85405-021-5)
- Ami, entends-tu ?, Guenot (Éditions) (1997)  (ISBN 2-85405-020-7)
- Bible d'Albéric, Guenot (Éditions) (1997)  (ISBN 2-85405-067-3)
- Bec de canne, Guenot (Éditions) (1998)  (ISBN 2-85405-068-1)

#### SérieSartor
- Keuroué, Guenot (Éditions) (2002)  (ISBN 2-85405-115-7)

#### Autres romans
- Salauds de jeunes ! Éditions Denoël (1970)

### Pièce radiophonique
- Le Mangeur de nouilles, ou Les Solitudes d'Évangéline (1971)

### Autres ouvrages
- Clefs pour les langues vivantes (1964)
- Les Auteurs et la CAVMU (1972)
- Le Noël de Zéro-Deux, coll. « Série Les Filles » (1973)
- Les Nouilles, coll. « Série Comestibles » (1973)
- Écrire, guide pratique de l'écrivain, avec des exercices, Guénot (Éditions) (1998)  (ISBN 2-85405-069-X)
- Le Goûteur d'encres, Guenot (Éditions) (1982)  (ISBN 2-85405-008-8)

## Sources
: document utilisé comme source pour la rédaction de cet article.
- Jacques Baudou et Jean-Jacques Schleret, Les Métamorphoses de la chouette : Détective-club, Paris, Futuropolis, 1986, 191 p. (ISBN 978-2-737-65488-6), p. 135.
- Claude Mesplède (dir.), Dictionnaire des littératures policières, vol. 2 : J - Z, Nantes, Joseph K, coll. « Temps noir », 2007, 1086 p. (ISBN 978-2-910-68645-1, OCLC 315873361), p. 770-771